# Manuel Ribeiro de Pavia

Alentejanos, 1946, desenho colorido

Manuel Ribeiro de Pavia (Pavia, Mora, 19 de Março de 1907 — Lisboa, 19 de Março de 1957) foi um pintor e ilustrador português, neo-realista.
Morreu no seu aniversário, aos 50 anos.
A broncopneumonia e o corpo debilitado pela fome crónica e pelo orgulho sorbebo cortaram a meio a obra do mais estimado ilustrador português. 
No quarto da pensão onde vivia, na Rua Bernardim Ribeiro, em Lisboa, acompanharam o seu último alento alguns escritores para quem generosamente desenhava os livros que vieram a constituir o coração do Neorrealismo português dos anos 40 e 50 do século passado.
Avesso à pintura de cavalete e aos circuitos de validação do mundo das artes plásticas, criou algumas das mais belas caps daqueles anos para o escol da intelectualidade da época, de Alves Redol a Namora, de Antunes da Silva a Domingos Monteiro, de Tolstoi a Dostoievski, e para emblemáticas editoras como a Portugália, a Guimarães, a Inquérito e a Sociedade de Expansão de Cultura. O feitio esquivo e a obsessão pelo Alentejo natal fizeram dele, sobretudo a partir da sua morte, um ícone para os oposicionistas do Estado Novo, que grafaram na revista Vértice uma rara homenagem, criando uma linda imortal à volta do artista a quem José Gomes Ferreira apelidava carinhosamente de " Princípe Sem Vintém"

## Obras e exposições
Participou nas Exposições Gerais de Artes Plásticas, entre 1946 e 1953 (1946-1956), na Exposição dos Modernos Gravadores Portugueses (Galeria de Artes e Letras 1955), e na Exposição de Gravura Portuguesa (Pórtico, 1956). Integra a lista de colaboradores da revista  Panorama   (1941-1949)
Em 1950 publicou um conjunto de quinze desenhos denominado Líricas, acompanhados de um texto escrito por José Gomes Ferreira.
Em 1952, deu  uma entrevista ao jornal Ler.
Ilustrou a novela "Senhor e Servo" de Leão Tolstoi, trad. José Marinho, Ed. Inquérito, Lisboa 1958.
Intervenção azulejar no "Bloco do Sol", no Lobito, projecto do arquitecto Francisco Castro Rodrigues.

## A OBRA "O SONHO"
Noite dentro, uma figura

## A morte e depois
Morreu em 19 de Março de 1957 - precisamente no dia em completava 50 anos - no seu quarto-atelier, numa pensão na Rua Bernardim Ribeiro em Lisboa. Eugénio de Andrade, que o conhecia bem, em Os Afluentes do Silêncio, falou dele:
"Esta morte, assim sem mais nem menos, que um amigo me comunica, entala-se-me na garganta. «Morreu o Manuel Ribeiro de Pavia. Levou-o uma pneumonia que o foi encontrar depauperado por uma vida quase de miséria. Passava fome! Tinha uma única camisa! Não pagava o quarto há imenso tempo! E nós a falarmos-lhe de poesia...» Assim é: passava realmente fome. Todos nós o sabíamos. E ele a falar-nos de pintura, de poesia, da dignificação da vida. É justamente nisto que residia a sua grandeza. Não falava da sua fome - de que, feitas bem as contas, veio a morrer. A fome não consta de nenhum epitáfio. ..."
Em Maio de 1957 a revista Vértice publicou um número especial com depoimentos de intelectuais que é um vivo testemunho da sua actividade na vida artística portuguesa.
Em 1958, um grupo de amigos do artista realizou, na Sociedade Nacional de Belas-Artes (SNBA), em Lisboa, a única retrospectiva da sua obra.
Em Abril de 1976, na Feira Internacional de Lisboa (FIL), foi apresentada, no Mercado Popular do Livro e do Disco, uma exposição documental sobre a sua obra, que posteriormente foi exibida em várias cidades do país.

## Casa-Museu
Na localidade onde nasceu (Pavia), foi criada a Casa Museu Manuel Ribeiro de Pavia.
Em 1983, a Câmara Municipal de Mora compra um prédio no Largo dos combatentes da Grande Guerra, em Pavia, destinado à instalação do Centro Dia da 3ª idade.
Um edifício de dois andarem implantado no terreiro onde se diz ter nascido Manuel Ribeiro de Pavia. Como o espaço do Centro de Dia ocupa apenas o rés do chão, logo nasce a ideia de usar o primeiro andar para homenagear e perpetuar, na sua terra natal, a obra do artista. O pintor Rogério velho amigo de Pavia, e com ateliê em Estremoz, apoia a iniciativa e, a troco de nada, desenha o projeto, o mobiliário, monta e decora o espaço, recolhe os materiais que perpetuarão a vida e a obra de MRP. 
Finalmente, Rogério constitui a Comissão de Honra da Casa-Museu, que integra, além da Câmara Municipal de Mora e da Junta de Freguesia de Pavia, intelectuais e artistas amigos de Pavia e que gentilmente oferecem a grande parte das obras que constituem o acervo da Casa-Museu. A Inauguração acontece a 16 de Junho de 1984. Em 2007, a Casa-Museu celebra o centenário do nascimento de MRP com a edição do livro Pavia, comissariado por Rogério Ribeiro, a exposição Manuel Ribeiro de Pavia, na galeria da Casa da Cultura de Mora, a inauguração de um painel de azulejos em Pavia, localizado no Parque Urbano, e a exposição itinerante Um Príncipe Sem Vintém, que circula pelas escolas da região.
Em 202, a Casa-Museu é profundamente remodelada, e ganha um novo programa expositivo. Manuel Ribeiro de Pavia, figura maior do Neo-realismo português, amplia agora a relevância que lhe cabe, por direito, nas artes visuais portuguesas e na memória das gentes do Alentejo.

## Uma Amizade Para a Vida
Tinham-se cruzado na pensão da Rua Bernardim Ribeiro quando Alberto Franco Nogueira deixara a casa paterna em Vila Franca de Xira. Alberto tornar-se-á uma das figuras mais influentes do Estado Novo, primeiro como diplomata, depois como ministro dos Negócios Estrangeiros. 
Mas a política nunca ensombrou uma amizade, forjada para toda a vida. Alberto e Vera casaram em 1947 e Pavia seria presença assídua à hora de jantar na casa da família, às Amoreiras. Aí deixou inúmeros desenhos e gravuras, como um retrato de Vera, autora do livro Breve, de 1960, que inclui também um poema dedicado ao amigo. A cumplicidade com a família Franco Nogueira incluía longos passeios de automóvel pelo interior país, onde Pavia, com o seu único fato, muito coçado se deixava fotografar por Vera. em 1957 Alberto e Vera não poderão valer à agonia de Pavia. A sua dramática morte, no dia do seu 50º aniversário, ocorre com o casal em Londres, em funções oficiais. Vera haveria de honrar a memória do artista fazendo publicar nos jornais, a 19 de maio dos anos seguintes, artigos sobre a vida e obra de Manuel Ribeiro de Pavia. 
Anos depois, em 1960, Alberto colocaria a sua carreira em risco ao transportar na mala de uma viatura oficial quadros de Pavia para uma exposição na galeria Divulgação, no Porto.